# Chongqing World Financial Center
El Chongqing World Financial Center es un rascacielos de 339 metros de altura ubicado en Chongqing, República Popular China. El proyecto fue presentado al público en el año 2007 y se inició la construcción en el verano de 2010. En septiembre de 2013, la obra alcanzó su altura final, y fue inaugurado en 2015.
Actualmente es el edificio más alto de la ciudad, pero en 2019 se espera que se complete la Chongqing Super Tower, de 468 metros, que se convertirá en el nuevo edificio más alto de la ciudad.

## Galería

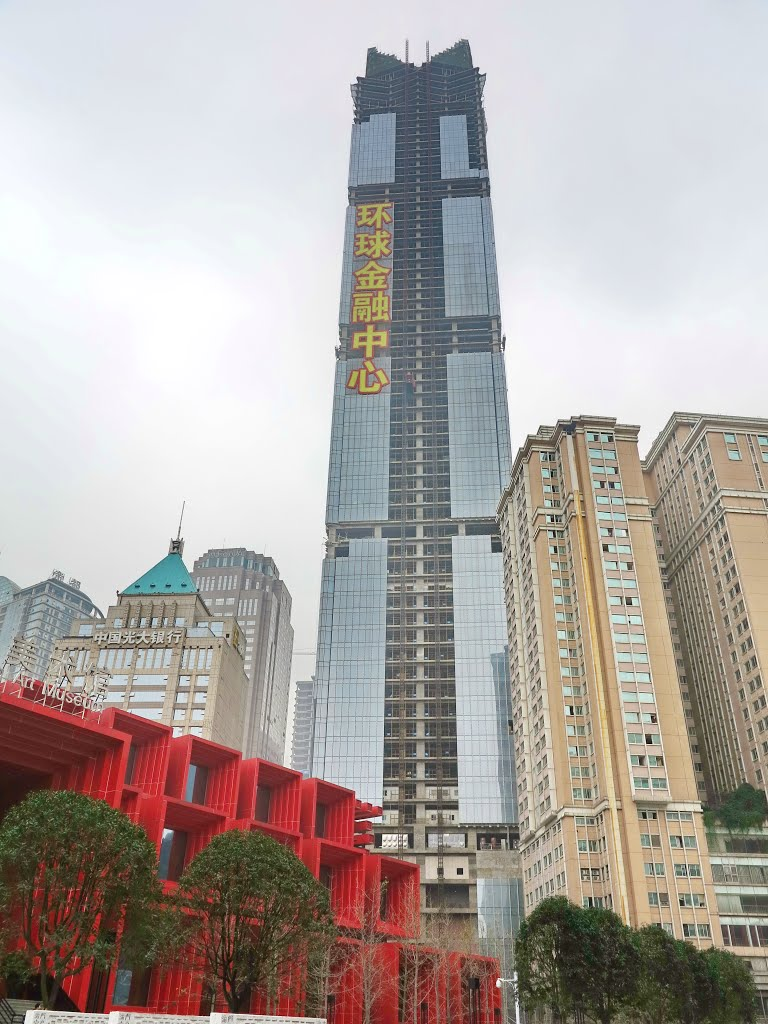
El WFC en noviembre de 2013
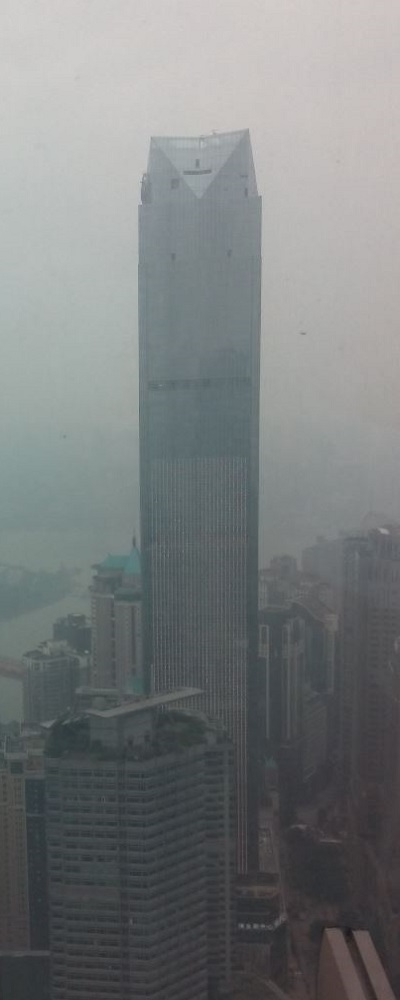
El WFC en noviembre de 2014